# Crucea Comemorativă a Războiului 1916-1918
Crucea Comemorativă a Războiului 1916-1918 este o distincție comemorativă românească instituită de regele Ferdinand I prin Decretul Regal No. 1744 din 8 iunie 1918 care a fost conferită tuturor participanților la Primul Război Mondial.

## Instituirea distincției
Extras din Înaltul Decret Regal nr. 1744 / 8 iulie 1918:
```
„Prin grația lui Dumnezeu și voința Națională, Rege al României,
 La toți de față și viitori, sănătate:
 Asupra raportului ministrului Nostru secretar de Stat la Departamentul de Răsboi sub No. 8487 din 8 iulie 1918,
 Am decretat și decretăm:
 Art. I. Se institue medalia comemorativă care va purta numele de «Medalia Crucea Comemorativă a răsboiului        1916-1918».
 Art. II. «Medalia Crucea Comemorativă a răsboiului     1916-1918» se va conferi tuturor militarilor și asimilaților de orice grad cari au luat parte în campania 1916-1918 și cari au fost însumați, atașați sau întrebuințați cu diferite însărcinări la corpurile de trupă ori la serviciile militare.
 Art. III. Medalia se va conferi de asemenea și funcționarilor civili și persoanelor cari neaparținând deadreptul oștirii au fost chemate la un serviciu efectiv și permanent pe lângă armata noastră.
 ………. 
 Art. VIII. ……….
 Medalia se poartă în același mod regulamentar ca toate medaliile române, de o panglică care are o lățime totală de 30 mm în dungi, de culoare alternând în mod egal albastru închis cu verde. Pe panglică se vor mai atașa transversal barete de metal negru și va purta inscripția a unei sau mai multe lupte principale, la cari persoana ce posedă medalia a luat parte efectiv în timpul răsboiului. Se hotărăsc următoarele categorii de barete cu denumirea luptelor respective: Ardeal, Cerna, Jiu, Carpați, Oituz, București, Turtucaia, Dobrogea, Mărăști, Mărășești, Târgu-Ocna.
  ……….
  Art. XII. «Crucea Comemorativă a răsboiului 1916-1918» și drepturile ei se pierd din aceeaș cauză care se pierde și calitatea de cetățean român. Medalia se pierde de asemenea după o condamnare prin sentință la o pedeapsă infamantă.
  ……….
  Dat la Iași, la 8 iulie 1918	                   FERDINAND
```

## Descriere
Crucea comemorativă este confecționată din fier de culoare negră de 40 mm înălțime și lățime. Extremitatea brațelor este de formă rombică cu latura externă de 10 mm și cea internă de 7 mm. În centrul crucii se află un cerc cu diametrul de 13 mm. Marginea externă a crucii și a cercului, de 1,3 mm, sunt în relief având culoarea bronzului.
Panglica este din moar de 30 mm și este formată din 4 dungi albastru închis și 3 dungi verzi, care alternează în mod egal.

## Avers și revers
Pe avers, în medalionul central, este înscrisă litera regală FF cu coroana deasupra, iar pe revers anii războiului „1916-1918”.
Ulterior, o nouă versiune a distincției a fost realizată având inscripționați pe revers anii 1916-1919 pentru participanții la luptele de eliberare completă a Transilvaniei și la cele din Războiul româno-ungar din 1919.

## Barete
Pentru militarii care au participat la lupte, crucea comemorativă se conferă cu barete metalice pe care sunt înscrise localitățile sau zonele în care au avut loc luptele la care titularii au participat.
Decretul de instituire precizează 11 barete:
Ardeal, Cerna, Jiu, Carpați, Oituz, București, Turtucaia, Dobrogea, Mărăști, Mărășești, Tg. Ocna.
Ulterior au fost instituite noi barete : Dunărea, 1918 și 1919 (Decretul Regal 4690 din 6 noiembrie 1919), Siberia pentru Corpul voluntarilor romani din Siberia (Decretul Regal 3267 din 6 august 1920), Italia pentru ofițerii și gradele inferioare din Legiunea Voluntarilor Români din Italia (Înaltul Decret din 9 martie 1927).
Pentru a menține vie amintirea momentelor importane din istoria recentă a României și a favoriza legăturile între generații, prin Decretul Regal No. 3870 din 27 octombrie 1939, la fel ca și pentru Crucea Trecerea Dunării, Carol al II-lea autoriza, după decesul persoanei decorate cu Crucea Comemorativă a Războiului 1916-1918, portul acestei distincției de către cel mai mare fiu dacă acesta era ofițer activ sau în rezervă. În acest caz o baretă orizontală cu inscripția TRADIȚIE era fixată pe panglică, bareta fiind acordată printr-un brevet specific pe numele descendentului.